# Departamento do Panamá
O Departamento do Panamá foi uma divisão administrativa e territorial da Colômbia. Foi criado em 1886 pela constituição daquele ano, que transformou os antigos Estados soberanos em departamentos; sucedeu o Estado Soberano do Panamá com os mesmos limites geográficos.

## História
Durante grande parte do século XIX, o Panamá tentou obter mais autonomia em relação ao governo da Colômbia (então Nova Granada). Somente até 1855, a região alcançou algo como esta finalidade, com a criação do Estado Federal do Panamá (então chamado de Soberano), que durou até 1886, quando o governo nacional depois de uma sangrenta guerra, em 1885, aprovou uma nova constituição que transformou os estados em departamentos.
A região foi cenário da escavação do Canal do Panamá, em 1881, que após uma tentativa fracassada francesa, despertou grande interesse dos Estados Unidos. Após a Guerra dos Mil Dias (1899-1902), que enfraqueceu bastante a autoridade do governo colombiano, e através da intervenção de Marinha dos Estados Unidos, o Departamento finalmente obteve sua independência em 1903.